# Anastasia Vinnikova
Anastasia Vinnikova (en bielorruso: Анастасія Віннікова y, en ruso: Анастасия Винникова; Dzyarzhynsk, RSS de Bielorrusia, Unión Soviética, 15 de abril de 1991) es una cantante bielorrusa, que representó a su país en el Festival de la Canción de Eurovisión 2011.